# اسپایدر رول

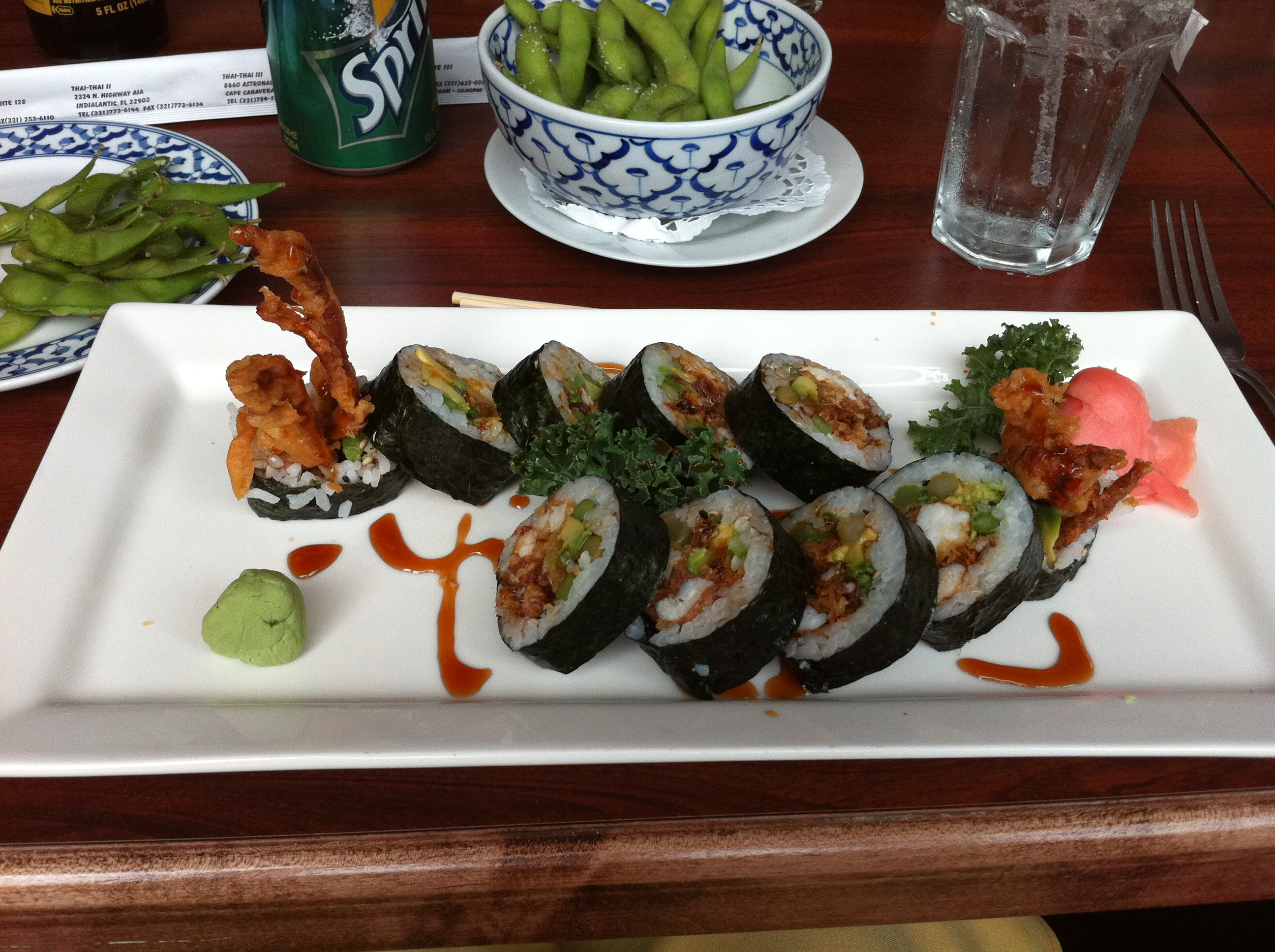
اسپایدر رول، پای خرچنگ از ابتدا و انتهای رول بیرون زده‌است.

اسپایدر رول (به انگلیسی: Spider roll) یکی از انواع ماکی‌زوشی و از نوع فوتو‌ماکی (رول کلفت سوشی) در کانادا است.  مواد داخل این رول را پای کامل خرچنگ نرم پوسته در داخل روغن فراوان روغن‌پز شده، آواکادو، ادویه‌های مختلف به همراه سس مایونز تشکیل می‌دهند. در این نوع رول پای خرچنگ که از داخل رول بیرون زده،  به ظاهر شبیه پای عنکبوت است، به همین علت به عنوان اسپایدر رول شهرت پیدا کرده‌است. برای بیرون رول از توبیکو با طعم واسابی و یک سس تند و شیرین استفاده می‌شود.